# A Curious Feeling
A Curious Feeling je první sólové studiové album britského klávesisty Tonyho Bankse, vydané v říjnu 1979 u vydavatelství Charisma Records a Polydor Records. Jeho producentem byl Banks spolu s Davidem Hentschelem. Banks na albu hraje na klávesy, kytaru a baskytaru a doprovází jej bubeník Chester Thompson a zpěvák Kim Beacon. Koncept alba je inspirován příběhem Růže pro Algernon od Daniela Keyese.

## Seznam skladeb
Autorem všech skladeb je Tony Banks.
| Pořadí | Název                 | Délka |
| ------ | --------------------- | ----- |
| 1.     | From the Undertow     | 2:45  |
| 2.     | Lucky Me              | 4:23  |
| 3.     | The Lie               | 4:58  |
| 4.     | After the Lie         | 4:47  |
| 5.     | A Curious Feeling     | 3:58  |
| 6.     | Forever Morning       | 5:59  |
| 7.     | You                   | 6:28  |
| 8.     | Somebody Else's Dream | 7:45  |
| 9.     | The Waters of Lethe   | 6:27  |
| 10.    | For a While           | 3:32  |
| 11.    | In the Dark           | 2:52  |

## Obsazení
- Tony Banks – klávesy, kytara, baskytara, perkuse
- Chester Thompson – bicí, perkuse
- Kim Beacon – zpěv